# Earl Howard Wood

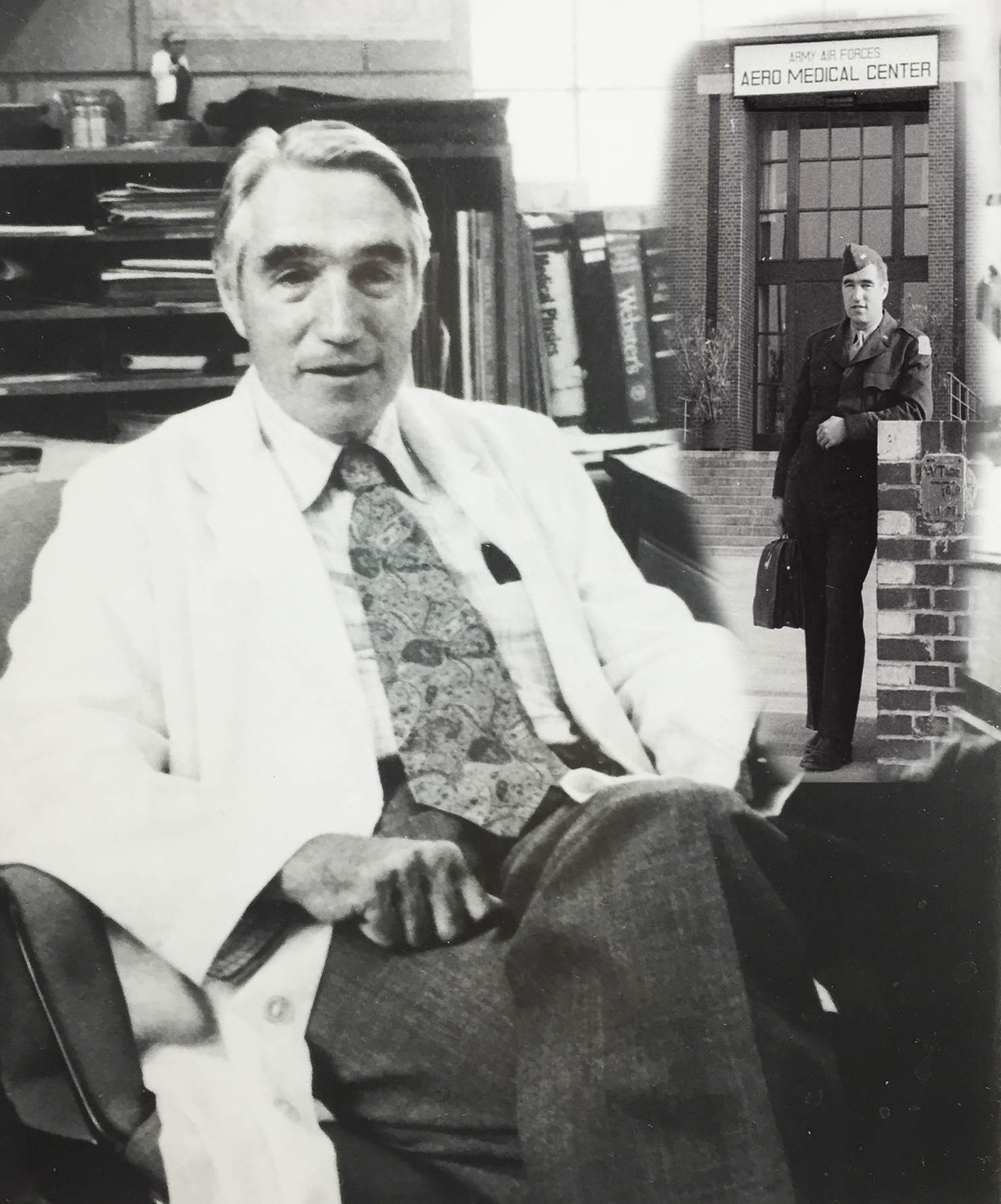
Earl H. Wood an der Mayo Clinic, im Bildausschnitt dahinter als Teil der Operation Paperclip in Heidelberg 1946

Earl Howard Wood (* 1. Januar 1912 in Mankato, Minnesota; † 18. März 2009 in Rochester) war ein US-amerikanischer Kardiologe und Physiologe, der an der Entwicklung des Anti-g-Anzugs für Piloten beteiligt war.
Earl Wood kam aus einer Farmer-Familie und ist der Bruder des Biochemikers Harland G. Wood und von Louise A. Wood (der Direktorin der Girls Scouts of America und Auslandsleiterin des amerikanischen Roten Kreuzes im Zweiten Weltkrieg). Er studierte Mathematik und Chemie am Macalester College mit dem Bachelor-Abschluss 1934 und Medizin und Physiologie an der University of Minnesota mit dem Abschluss als M.D. 1941 und Ph.D. (1940). 1939/40 war er Instructor für Physiologie an der University of Minnesota, 1941/42 Fellow des National Research Council in Pharmakologie an der University of Pennsylvania und 1942 Instructor für Pharmakologie an der Harvard Medical School. Danach war er an der Mayo Clinic, wo er im Zweiten Weltkrieg an der Entwicklung des Anti-g-Anzugs beteiligt war, den er auch selbst in Zentrifugen testete. Dafür erhielt er 1947 von Präsident Harry Truman das Presidential Certificate of Merit. Der Anti-g-Anzug wurde Ende der 1940er Jahre eingeführt. Nach dem Zweiten Weltkrieg war er 1946 in Heidelberg an der Operation Paperclip beteiligt und gleichzeitig Berater in Flugmedizin des Surgeon General. Wood wurde 1942 Professor für Physiologie an der University of Minnesota und an der Mayo Clinic. 1982 wurde er emeritiert.
1965/66 war er Gastwissenschaftler an der Universität Bern, 1972/73 am University College London, 1973 und 1975 war er an der Universität Kiel und 1986 an der McGill University.
Später war er an der Entwicklung von Herzkathetern (mit Verwendung in Echtzeit bei Operationen) und ihrer Einführung in die medizinische Praxis beteiligt, an früher nichtinvasiver Sauerstoffbestimmung des Blutes über Pulsoxymetrie am Ohr, Methoden der Bestimmung von Gefäßwiderstand (die Einheit Wood ist hier nach ihm benannt) und dynamischer volumetrischer Computertomographie von Herz und Lunge (genannt Dynamic Spatial Reconstructor).

## Ehrungen
- 1947 Presidential Certificate of Merit
- 1950 Ehrendoktor des Macalester College
- 1962 American Heart Association’s "Career Investigator"
- 1974 Distinguished Citizen Award
- 1977 Ehrenmitglied der Königlich Niederländischen Akademie der Wissenschaften
- 1978 Distinguished Lecturer an der Mayo Clinic
- 1978 Ehrenmitglied (Honorary Fellow) des American College of Cardiology
- 1978 Ehrendoktor der Universität Bern
- 1979 Humboldt-Forschungspreis
- 1979 John Phillips Memorial Award of the American College of Physicians
- 1980/81 Präsident der American Physiological Society
- 1981/82 Präsident der Federation of American Societies for Experimental Biology (FASEB)
- 1982 John Phillips Memorial Award of the American College of Physicians
- 1983 Lyster Award der Aerospace Medical Association
- 1988 Stewart Memorial Lecture der Royal Aeronautical Society
- 1989 Carl-Ludwig-Ehrenmedaille
- 1995 Ray G. Daggs Award der American Physiological Society
- Carl Wiggers Award der American Physiological Society
- Research Achievement und Gold Heart Award der American Heart Association

Eine Straße in Rheinfelden wurde 2002 nach ihm benannt (einer seiner Schüler an der Mayo-Klinik Peter Osypka gründete eine Medizintechnik-Firma in Rheinfelden). Er war Mitglied der American Association for the Advancement of Science.